# Gogounou
Gogounou est une commune située au nord du Bénin, dans le département de l'Alibori.

## Géographie

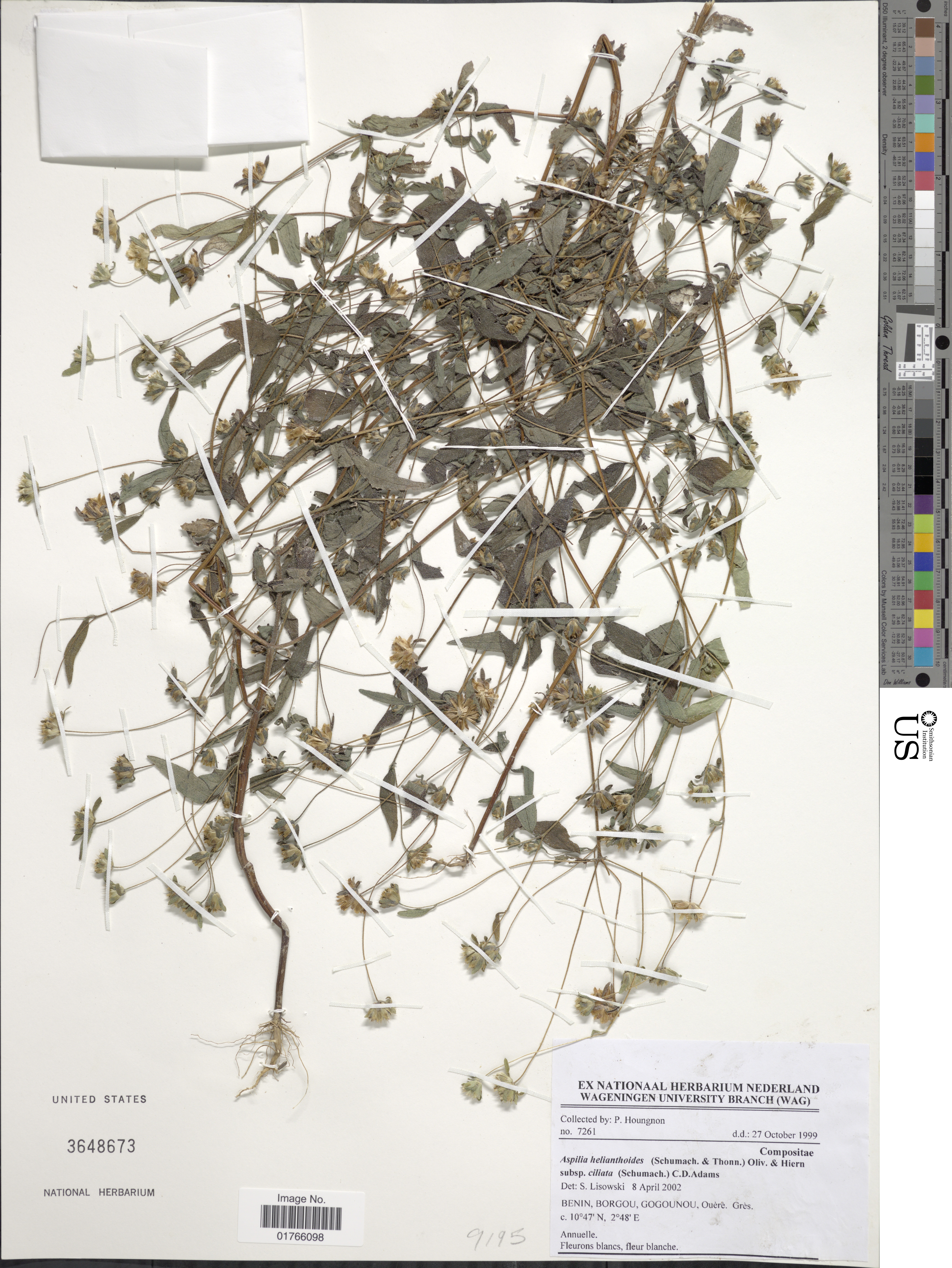
Spécimen de Aspilia helianthoides collecté à Gogounou.

### Climat
Il est du type soudano-guinéen avec une saison des pluies de mai à octobre et une saison sèche, avec de l'harmattan, de novembre à avril.
Les précipitations sont d'environ 1 100 mm par an, particulièrement abondantes en août, également en septembre. La température est comprise entre 18 °C et 38 °C.

### Relief et hydrographie
Il est constitué de plaines et de plateaux, parfois surmontés de collines, dont l'altitude maximale est d'environ 300 m. La commune est arrosée par deux cours d'eau, la Sota et l'Alibori, et leurs affluents, qui tous appartiennent au bassin du fleuve Niger.

### Végétation
Le territoire est constitué de domaines protégés, de pâturages et de bas-fonds. Les forêts galeries qui se développent le long des cours d'eau favorisent le développement de grands arbres, tels que : Khaya senegalensis (caïlcédrat), Pterocarpus erinaceus (vène), Afzelia africana (lingué), Adansonia digitata (baobab), Ceiba pentandra (fromager). 
Cet environnement abrite notamment les espèces animales suivantes : Hippotragus equinus (antilope cheval), Kobus kob (Cob de Buffon), les singes, Cephalophus (biches), Phacochoerus  (phacochères), Francolins (perdrix).

### Population
Lors du recensement de 2013 (RGPH-4), la commune comptait 117 523 habitants, dont 14 248 pour l'arrondissement de Gogounou.
Les habitants sont principalement des Baatonou (53,8%), suivis par les Peuls (41,6%), auxquels s'ajoutent les étrangers venus des autres localités du Bénin (4,4%). L'islam est la religion dominante (67,1%).

## Administration
La commune comprend six arrondissements : Bagou, Gounarou, Ouara, Sori, Zoungou-Pantrossi et Gogounou.

## Économie

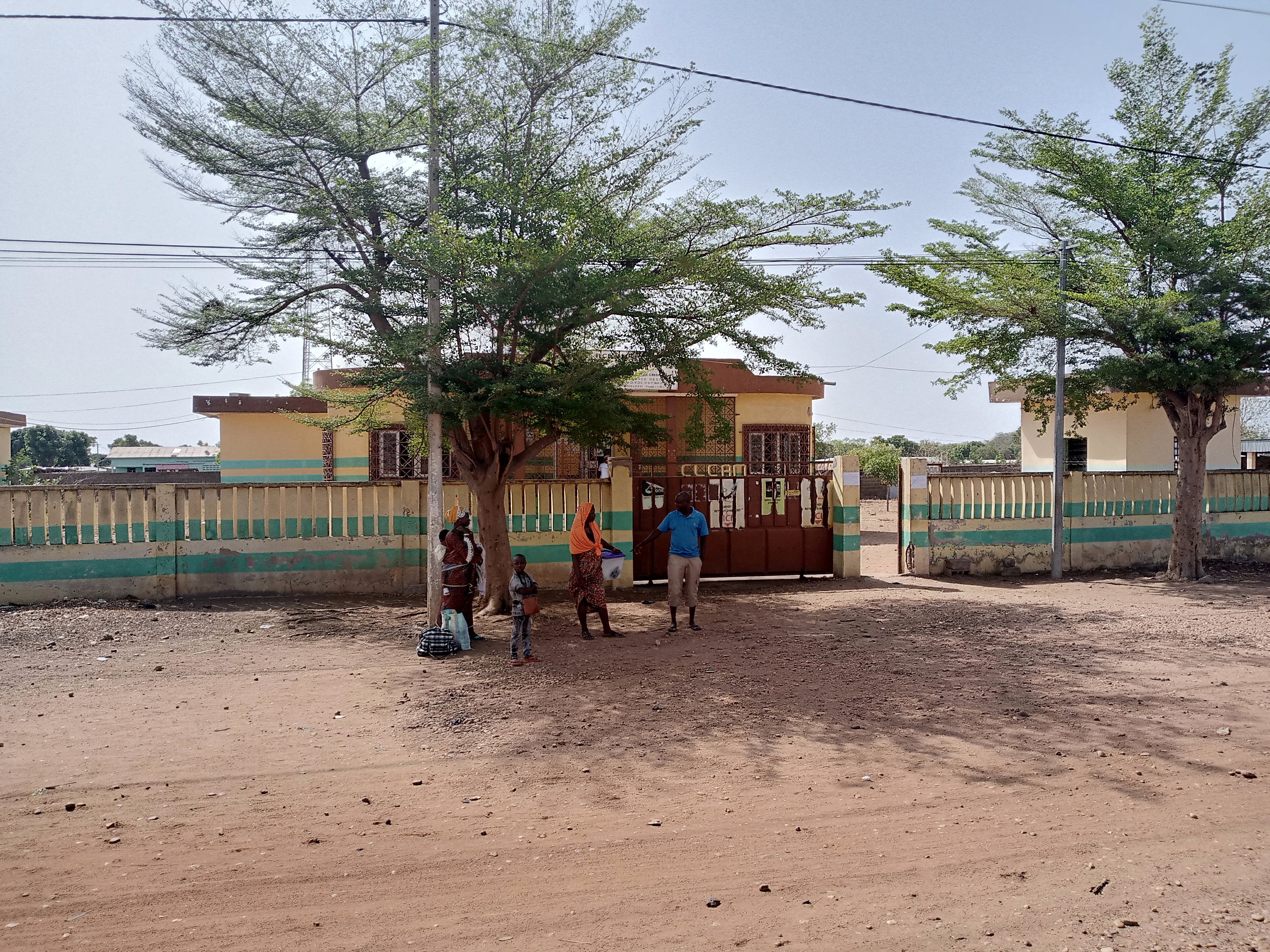
CLCAM Gogounou de loin
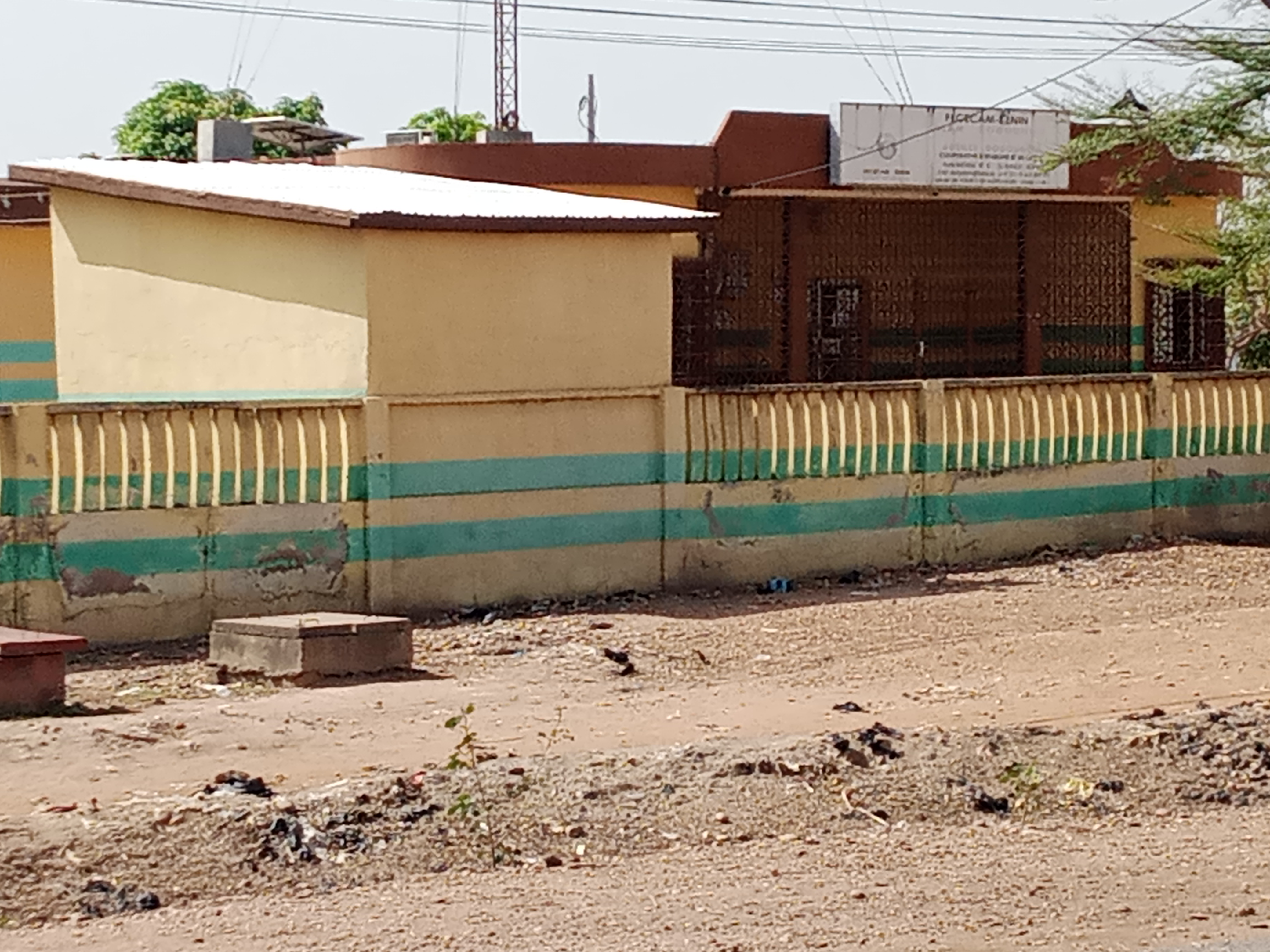
CLCAM Gogounou (profil)
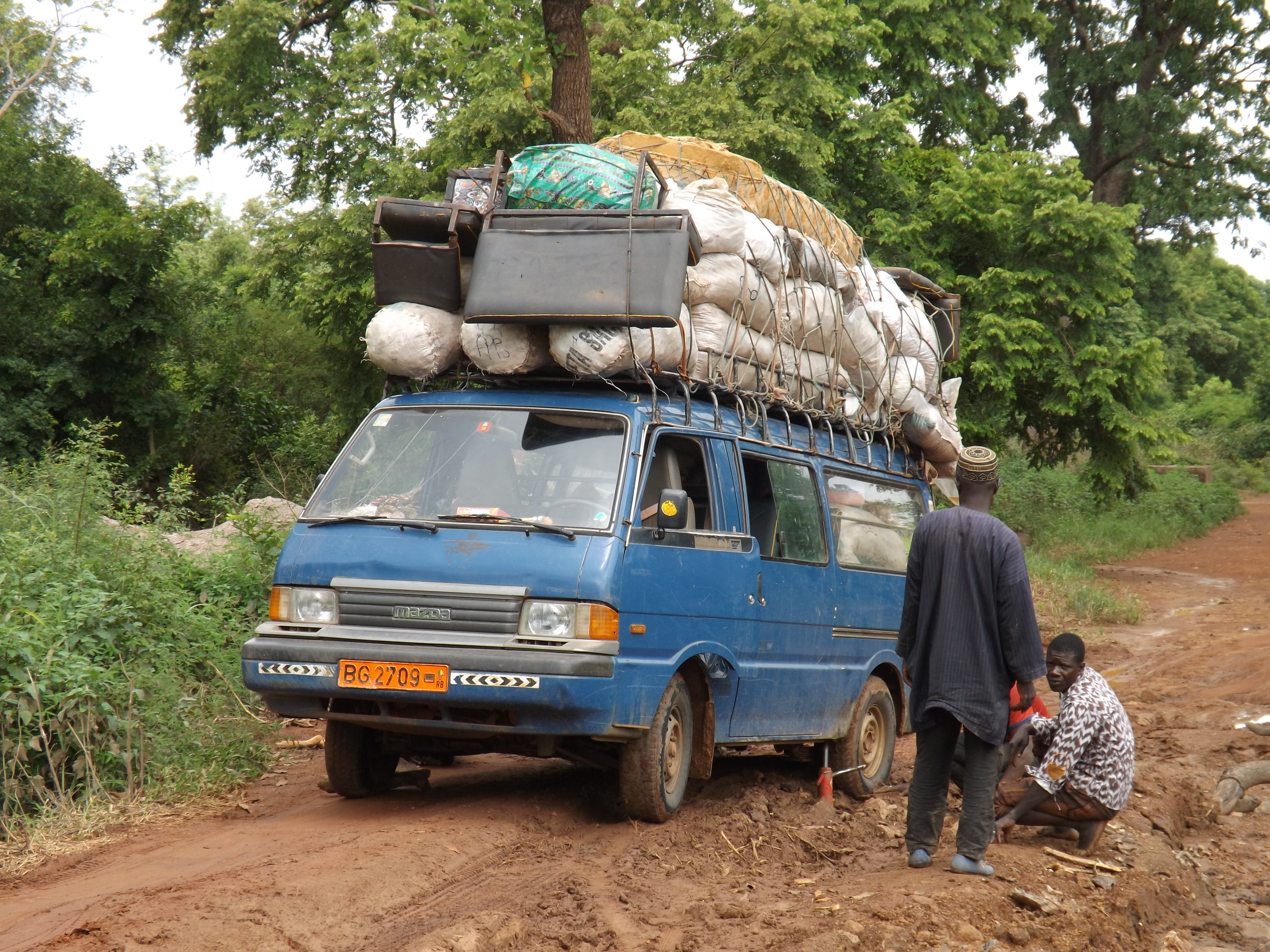
Difficultés du transport.